# American Saturday Night
American Saturday Night släpptes den 30 juni 2009, och är Brad Paisleys 17:e studioalbum.

## Låtlista
| Nr           | Titel                             | Kompositör                                   | Längd |
| ------------ | --------------------------------- | -------------------------------------------- | ----- |
| 1.           | "American Saturday Night"         | Brad Paisley, Kelley Lovelace, Ashley Gorley | 4:34  |
| 2.           | "Everybody's Here"                | Jim Beavers, Chris DuBois, Paisley           | 3:31  |
| 3.           | "Welcome to the Future"           | DuBois, Paisley                              | 5:52  |
| 4.           | "Then"                            | Paisley, DuBois, Gorley                      | 5:21  |
| 5.           | "Water"                           | Paisley, DuBois, Lovelace                    | 4:21  |
| 6.           | "She's Her Own Woman"             | Jody Harris, Kenny Lewis, Paisley            | 4:29  |
| 7.           | "Welcome to the Future" (reprise) | DuBois, Paisley                              | 1:19  |
| 8.           | "Anything Like Me"                | DuBois, Paisley, Dave Turnbull               | 4:13  |
| 9.           | "You Do the Math"                 | Robert Arthur, Tim Owens, Paisley            | 4:36  |
| 10.          | "No"                              | Paisley, Bill Anderson, Jon Randall          | 4:20  |
| 11.          | "Catch All the Fish"              | Paisley, DuBois, Gorley                      | 4:08  |
| 12.          | "Oh Yeah, You're Gone"            | Paisley, Robben Ford                         | 5:36  |
| 13.          | "The Pants"                       | DuBois, Owens, Paisley                       | 4:36  |
| 14.          | "I Hope That's Me"                | DuBois, Owens, Paisley                       | 3:40  |
| 15.          | "Back to the Future" (gömd låt)   | DuBois, Paisley                              | 1:30  |
| Total längd: | Total längd:                      | Total längd:                                 | 62:16 |

## Listplaceringar
| Lista (2009)                   | Topplacering |
| ------------------------------ | ------------ |
| USA, Top Country Albums        | 1            |
| USA, Billboard 200             | 2            |
| Kanada, Canadian Albums Chart  | 6            |
| Australien, Australiaen (ARIA) | 67           |
| UK Country Charts              | 17           |

### Årslistor
| Lista (2010)                      | Årsskifte 2010 |
| --------------------------------- | -------------- |
| USA, Billboard 200                | 110            |
| USA, Billboard Top Country Albums | 18             |

## Certifieringar
| Land (2009–2010) | Certifiering |
| ---------------- | ------------ |
| Kanada           | Guld         |
| USA              | Guld         |

### Fotnoter
1. ↑  Stephen L. Betts (6 mars 2009). ”Brad Paisley Getting Ready for ‘American Saturday Night’” (på engelska). Boot. http://theboot.com/brad-paisley-getting-ready-for-american-saturday-night/. Läst 17 oktober 2014.
2. ↑  ”Gold/Platinum” (på engelska). Music Canada. 16 juni 2010. http://musiccanada.com/gold-platinum/#!/gp_search=%22American+Saturday+Night%22%20%22Brad+Paisley%22. Läst 17 oktober 2014.
3. ↑  ”Searchable Database” (på engelska). RIAA. 30 juni 2010. https://www.riaa.com/gold-platinum/?tab_active=default-award&ar=Brad+Paisley&ti=American+Saturday+Night&lab=&genre=&format=&date_option=release&from=&to=&award=&type=&category=&adv=SEARCH#search_section. Läst 17 oktober 2014.